# Mieczysław Gąsienica-Samek
Mieczysław Feliks Gąsienica-Samek (ur. 26 października 1922 w Zakopanem, zm. 22 czerwca 2018 tamże) – polski narciarz, medalista mistrzostw Polski i akademickich mistrzostw świata.

## Życiorys
W czasie II wojny światowej był żołnierzem Armii Krajowej. W 1948 ukończył studia geodezyjne w Akademii Górniczo-Hutniczej w Krakowie. Do 1981 był pracownikiem Krakowskiego Okręgowego Przedsiębiorstwa Mierniczego (od 1974 pod nazwą Okręgowe Przedsiębiorstwo Geodezyjno–Kartograficzne w Krakowie).
Był zawodnikiem Wisły Zakopane. W 1947 został akademickim mistrzem świata w sztafecie narciarskiej 4 x 8 km, w 1953 brązowym medalistą akademickich mistrzostw świata w slalomie gigancie. W 1946 został wicemistrzem Polski w skokach narciarskich w 1946, w 1948 brązowym medalistą mistrzostw Polski w tej samej konkurencji. W 1946 zwyciężył w konkursie skoków Memoriału Bronisława Czecha i Heleny Marusarzówny.